# 趙阿
趙氏（？年—？年），字阿，沛郡蘄縣（今安徽省淮北市）人。東漢周郁之妻、趙孝之女。

## 生平
趙阿年少時學習禮儀、婦女之道，周郁驕淫輕躁，常做出無禮之事。周郁的父親周偉對趙阿說：「兒媳是賢德人家的女兒，當用正道糾正丈夫。周郁不改過，是兒媳的責任啊。」趙阿拜而受命，退下對左右的人說：「我沒有樊姬、衛姬的品行，所以公公責備我，我勸說丈夫但他不聽，公公必說我不奉其教令，那麼又是我的罪責。如果勸說有用，這又成了兒子違背父親而聽從婦人，那麼又成了丈夫的罪過。人生如此，那有什麼意思！」於是自殺。
當時的人都很同情她。

## 延伸阅读
[在维基数据编辑]
 《後漢書·卷84》，出自范晔《後漢書》